# Curvularia brassicae
Curvularia brassicae är en svampart som beskrevs av M. Mohan & Mukerji 1979. Curvularia brassicae ingår i släktet Curvularia och familjen Pleosporaceae.   Inga underarter finns listade i Catalogue of Life.